# 普福尔岑
普福尔岑是德国巴伐利亚州的一个市镇。总面积23.70平方公里，总人口2136人，其中男性1062人，女性1074人（2011年12月31日），人口密度90人/平方公里。